# Монака
Монака (яп. 最中) є різновидом японських солодощів ваґаші, яке виготовляється з пасти адзукі, затиснутої між двома тонкими хрусткими вафлями з мочі. Варення може бути зроблене з бобів адзукі, а також з насіння кунжуту, каштанів або рисових коржиків (мочі).
Сучасні монака також можуть бути начинені морозивом.
Вафлі можуть бути квадратними, трикутними, у формі вишні, хризантем тощо
Монака є одним із видів десерту ваґаші, який подається з чаєм. В Японії є багато спеціалізованих магазинів монака.